# Velinas
Velinas (en francès Vélines) és un municipi francès situat al departament de la Dordonya i a la regió de la Nova Aquitània.

## Demografia
| 1962                                       | 1968 | 1975 | 1982 | 1990  | 1999  | 2007  |
| ------------------------------------------ | ---- | ---- | ---- | ----- | ----- | ----- |
| 838                                        | 937  | 929  | 918  | 1.068 | 1.093 | 1.154 |
| Des de 1962: població sense dobles comptes |      |      |      |       |       |       |

## Administració
| Període   | Identitat            | Partit |
| --------- | -------------------- | ------ |
| 1995-2008 | Jean-Pierre Castanet |        |
| 2008-     | Gilbert de Miras     |        |